# Karittemenrivier
De Karittemenrivier, Zweeds: Karittemenjoki, is een beek in het noorden van Zweden, wordt onder andere door het moeras Karittemenvuoma gevoed, stroomt door de gemeente Kiruna, stroomt naar het zuidwesten, komt in de Vittangirivier uit en is ongeveer acht kilometer lang. 
Afwatering: Karittemenrivier → Vittangirivier → Torne → Botnische Golf